# هوگلسهایم
هوگلسهایم (به آلمانی: Hügelsheim) یک شهر در آلمان است که در بادن-وورتمبرگ واقع شده‌است. هوگلسهایم ۴٬۶۸۵ نفر جمعیت دارد.

## خواهرخوانده
شهر کارتوچتو خواهرخواندهٔ هوگلسهایم هست.